# 7700 Червона Капела
7700 Червона Капела (7700 Rote Kapelle) — астероїд головного поясу, відкритий 13 жовтня 1990 року.
Тіссеранів параметр щодо Юпітера — 3,372.